# Rahel Johanna Jankowski
Rahel Johanna Jankowski (* 1988 in Leipzig) ist eine deutsche Schauspielerin.

## Leben
Rahel Jankowski ist die Tochter einer Deutschen und des Schriftstellers Martin Jankowski. Sie wuchs in Berlin und Luxemburg auf und machte 2009 ihr Abitur am Berliner Georg-Friedrich-Händel-Gymnasium. Sie studierte von 2011 bis 2014 Schauspiel an der Hochschule der Künste Bern. Bereits als Kind spielte Rahel Jankowski verschiedene Rollen in größeren Theaterproduktionen, sie genoss zudem eine umfassende musikalische Ausbildung und wirkte während ihrer Schulzeit auch an zahlreichen Konzerten und Musikproduktionen im In- und Ausland mit. Als Schauspielerin wurde sie der europäischen Öffentlichkeit erstmals 2010 mit dem Erfolgsstück Verrücktes Blut (von Nurkan Erpulat und Jens Hillje) bekannt, das die deutsche Migrantendebatte aufgriff und 2011 u. a. auch zum „Stück des Jahres“ (Theater heute) gekürt wurde. Seit der Spielzeit 2013/14 spielt Rahel Jankowski unter der Intendanz von Shermin Langhoff am Berliner Maxim-Gorki-Theater, u. a. in der 2014 ebenfalls zum „Stück des Jahres“ (Theater heute) gekürten Produktion Es sagt mir nichts, das sogenannte Draußen.

## Theater (Auswahl)
- 2003: Holden nach J.S. Salinger in der Fassung von Namasté, Théatre municipale Esch-sur-Alzette, Rolle: Sally, Regie: Alex Reuter
- 2004: Gilgamesch in der Fassung von Namasté, Théatre municipale Esch-sur-Alzette, Ruhrfestspiele Recklinghausen, Rolle: Sheherazade, Regie: Alex Reuter
- 2005: Resistenz Eigenproduktion von Namasté, Grand Théâtre de la Ville du Luxembourg (Staatstheater Luxemburg), Rolle: Lea, Regie: Alex Reuter
- 2008: Auf hohe See von Slavomir Mrozek, Theater o.N. Berlin, Hauptrolle Ensemble, Regie: Martin Jankowski[4]
- 2010: Influx controls: I wanna be wanna be Tanzstück von Boyzie Cekwana, Chormitglied, Ballhaus Naunynstraße, Regie: Boyzie Cekwana[5]
- 2010/2011: Verrücktes Blut von Nurkan Erpulat und Jens Hillje, Ballhaus Naunynstraße, Rolle: Latifah, Gastspiele u. a.: Theatertreffen, Ruhrtriennale, Heidelberger Stückemarkt, München, Hamburg, Mühlhausen, Bern, Regie: Nurkan Erpulat und Jens Hillje
- 2013: 7 days of ugliness Gruppenproduktion der Hochschule der Künste Bern, Theater Basel, Zürcher Theater Spektakel, Rolle: Nicky, Regie: Manuela Trapp und Kisten Haardt[6]
- 2014: Die letzten Tage der Menschheit von Karl Kraus, Konzerttheater Bern, Hauptrolle (Ensemble), Regie: Peter Jecklin[7]
- 2014/2015: Es sagt mir nichts das sogenannte Draußen von Sibylle Berg, Maxim-Gorki-Theater Berlin, Hauptrolle (Ensemble), Regie: Sebastian Nübling
- 2015: Lampedusa von Henning Mankell, Kasemattentheater Luxembourg, Hauptrolle, Regie: Wolfgang Hagemann[8]
- 2015: Und dann kam Mirna von Sibylle Berg, Maxim-Gorki-Theater Berlin, Hauptrolle (Ensemble), Regie: Sebastian Nübling[9]
- 2016: Heimat Kosmos von Meret Matter, Grazia Pergoletti, Gerhard Meister, Raphael Urweider, Gabriel Vetter und Susanne Zahnd, Schlachthoftheater Bern, Hauptrolle (Ensemble), Regie: Meret Matter[10]
- 2017: Ronja Räubertochter von Astrid Lindgren, Hauptrolle, Regie Catharina Fillers[11] und Der kleine Horrorladen von Menken/Ashman, Hauptrolle (Ensemble), Regie Daniel Ris, bei den Burgfestspielen Mayen[12]. Endgame von Martin Ganteföhr, Regie Anna Fries, machina eX//HAU Hebbel am Ufer Berlin.[13]
- 2018: Remake 68 - Ideen und ihre Leichen von Gerhard Meister und Suzanne Zahnd, Schlachthoftheater Bern, Hauptrolle (Ensemble), Regie Meret Matter.[14]
- Die zweite Prinzessin nach dem gleichnamigen Kinderbuch, Text und Regie: Benedikt Greiner, Vorarlberger Landestheater, Hauptrolle (solo). Der große Gatsby nach Scott F. Fitzgerald, Text und Regie: Ingo Berk, Vorarlberger Landestheater, diverse Rollen (Ensemble). Miss Sara Sampson von Gotthold E. Lessing, Regie: Tobias Wellemeyer, Hauptrolle, Vorarlberger Landestheater Bregenz.[15]
- Rehearsing Afrofuturism Theater-Tanz-Performance von Patrick Gasset (Konzept und Regie), ZHdK und Theater Roxy Basel, Sprecherin/Ensemble.[16]
- 2019: Der 27. Kanton von Thomas Arzt und Gerhard Meister, Hauptrolle (Ensemble), Regie Patricia Benecke.[17]
- Diorama Bregenz :: Der letzte Mensch von Lothar Kittstein und Bernhard Mikeska, Rolle: die Hundsgräfin, Regie Bernhard Mikeska.[18]
- 2019: Julius Caesar von Shakespeare, Rolle: Mark Anton, Regie Johannes Lepper
- 2019/20: Vevi nach Erica Lilleg, Vorarlberger Landestheater, Regie: Bérénice Hebenstreit
- 2020: UBOOT-Submarie 8, Schlachthaustheater Bern, Regie: Meret Matter, Grazia Pergoletti
- 2021: Die Vögel nach Aristophanes, Vorarlberger Landestheater, Regie: Johannes Lepper
- MammOmamm, biographische Theaterperformance, Maskénada, Regie: Tammy Reichling
- 2021/2022: Die Unendliche Geschichte nach Michael Ende, Schauspielhaus Bochum, Rolle: Atreju, Regie: Lisbeth Coltof[19]
- 2022: Ich komme nach einem Roman von Emmanuelle Bayamack-Tam in einer Fassung von Matter/Pergoletti und Ensemble. Schlachthaustheater Bern, Regie: Meret Matter.[20]
- 2023: Köper am Ende der Welt, Konzept Marion Rothhaar/Brux Freies Theater Innsbruck (A) , Kulturhaus Mersch (L), Abtei Neumünster (L).[21]

## Musik
- 2006: Mozart Musical, Athénée du Luxembourg (erste Geige, Gesang)
- 2007: J. S. Bach Weihnachtsoratorium, Konzerthaus am Gendarmenmarkt (Berliner Jugendkonzertchor, Alt und Sopran)
- 2009: Dave Brubeck Jazzmesse, Berliner Philharmonie (Händel-Jugendorchester, Geige)[22], Konzerttourneen mit dem Berliner Händel-Jugendorchester: 2007 Finnland, 2008 Namibia, 2009 Polen (Geige und Chor)
- 2010 Boyzie Cekwana I wanna be I wanna be, Ballhaus Naunynstraße (Gesang)
- 2013: Old School Rap, Theaternacht der Hochschule der Künste Bern (Gesang und Tanz)
- 2013: Solo in 7 days of ugliness, Hochschule der Künste Bern (Gesang)
- 2014: Solo in Utopia 2065, bat (Gesang)[23]
- 2017: Rolle der Sängerin Ronette im Musical Der kleine Horrorladen von Menken/Ashman, Regie Daniel Ris, bei den Burgfestspielen Mayen[12].

## Preise/Auszeichnungen
- 2005: Diplome de solfége/de violon, Conservatoire d'Esch-sur-Alzette
- 2006: Diplome d'art dramatique, Conservatoire de Luxembourg
- 2011: Verrücktes Blut: Stück des Jahres (D), Theatertreffen
- 2013: Skena up international students festival Pristina: Preis “best play” für 7 days of ugliness[24]
- 2014: Es sagt mir nichts, das sogenannte Draußen: Stück des Jahres (D); Maxim Gorki Theater: Theater des Jahres
- 2016: Und dann kam Mirna: Friedrich-Luft-Preis 2015, Publikumspreis der Mülheimer Theatertage 2016